# Svangaskarð Stadion
A Svangaskarð Stadion egy labdarúgó-stadion Feröeren Toftirban. Ez a hazai pályája a B68 Toftir csapatának. Itt játssza hazai mérkőzéseinek egy részét a feröeri labdarúgó-válogatott (a többit a tórshavni Tórsvøllur Stadionban), valamint ezen a két pályán játsszák az összes hivatalos nemzetközi mérkőzést a klubcsapatok is.
A pálya 82,82 méterrel fekszik a tenger szintje felett. Szép természeti környezetben található, kilátással a tengerre és a környező hegyekre. Ennek köszönheti, hogy a FourFourTwo futballmagazin 2015-ben a világ 12 legszebb labdarúgó-stadionja közé választotta.
7000 férőhelye közül valamennyi ülőhely. Eredetileg padokkal volt felszerelve, de az UEFA előírásai miatt utólag székekkel látták el – így azonban a lábaknak meglehetősen kevés hely jut. Ez volt a szigetcsoport első füves pályája, amely nemzetközi mérkőzések lebonyolítására is alkalmas: 1991-ben, alig egy évvel Feröer hivatalos nemzetközi debütálását követően adták át. Az első nemzetközi tétmérkőzést 1992-ben játszották.